# Guðbrandur Þorláksson
Guðbrandur Þorláksson (1541 - 20 de julio de 1627) fue un religioso, matemático y cartógrafo islandés.

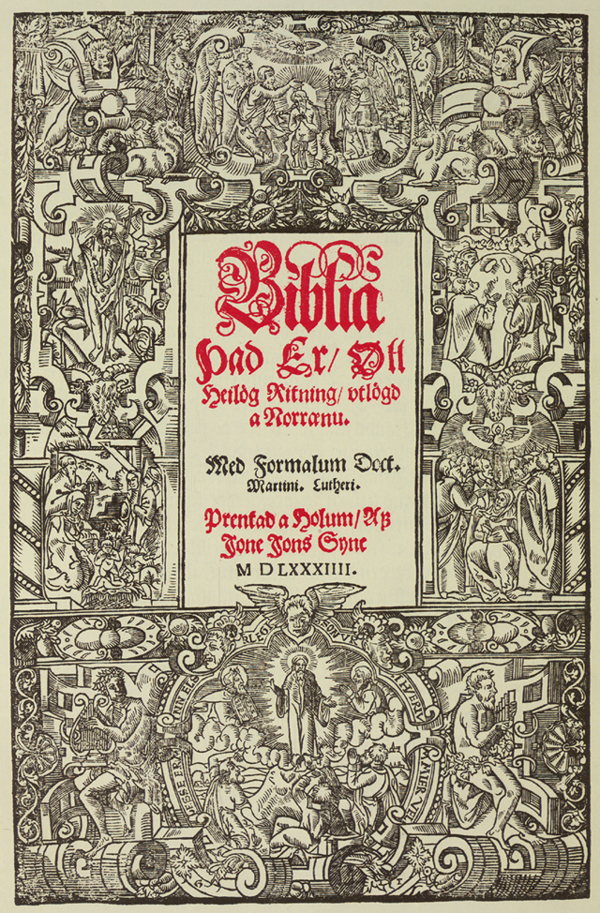
La Biblia de Guðbrandur (1584) fue la primera traducción de esta obra al islandés.

Uno de sus trabajos más importantes: Mapa de Islandia.

Guðbrandur estudió en la escuela catedralicia de Hólar y posteriormente en la Universidad de Copenhague. Fue sucesivamente rector de la escuela de Skálholt y pastor de la parroquia de Breiðabólstaður.
Fue obispo de Hólar de 1571 hasta su muerte en 1627. Durante su cargo de obispo Guðbrandur editó y publicó al menos 80 libros, incluyendo la primera traducción de la Biblia al islandés y el Código Legal de Islandia. También es conocido por su mapa bastante exacto de Islandia de 1590. Se sabe que tuvo una hija de nombre Steinunn, nacida en 1571 de su matrimonio con Guðrún Gísladóttir.
Guðbrandur Þorláksson fue la imagen del billete de 50 coronas islandesas, hoy fuera de circulación.